# Robert Duncan McNeill
Pour les articles homonymes, voir McNeill.
Robert Duncan McNeill, né le 9 novembre 1964 à Raleigh en Caroline du Nord, est un acteur, producteur, réalisateur américain. Il est plus particulièrement connu pour son rôle de Tom Paris dans la série télévisée Star Trek: Voyager.

## Filmographie

### En tant qu'acteur
- 1985 : La 5eme dimension: Épisode 6b : Le Futur des passés: Peter Wood
- 1987 : Les Maîtres de l'univers : Kevin Corrigan
- 1989 : Code Quantum - Saison 2 / ch 17 : Greg
- 1992 : Star Trek : La Nouvelle Génération (Star Trek : Next Generation) - Saison 5 / Épisode 19 : Le Premier Devoir : Chef d'escadrille Nicholas Locarno
- 1995 - 2001 : Star Trek: Voyager (TV) : Lieutenant et pilote Tom Paris
- 2001 : Au-delà du réel : L'aventure continue : Le commandant Ellis Ward (saison 7, épisode 21)

### En tant que réalisateur
- 2012 : Smash série télévisée
- 2012 : 666 Park Avenue série télévisée
- 2017 - 2018: "The Gifted" série télévisée (Marvel)
- 2021 : Resident Alien